# A Föld egyhatoda
A Föld egyhatoda (eredeti cím: Шестая часть мира) Dziga Vertov naivul lelkes, hurráoptimista fekete-fehér dokumentumfilmje, egyfajta avantgarde „termelési film”. Bemutatja, miképp dolgoznak a Szovjetunió mindenféle népei kirgizektől a szamojédekig, hogy mezőgazdasági termékeik mellé gépeket vegyenek és önállósulhassak. Bemutatja, hogyan dolgozzák fel a növényeket, az állatokat, hogyan követik országszerte Lenin tanainak eszméit a nagyszerű jövő érdekében. Szimbolikusnak szánt képsor például, amint egy korábban takart arcú muszlim nő leveti kendőjét. 
A film kezdetén látványos légifelvételeket látunk, majd jön a kötelező „vörös farok”, az ideológiai alaphang megadása (képben és feliratokban egyaránt). Az imperialisták, a kárhoztatott Tőke, a hanyatló Nyugat mondén világával állítja szembe a haladónak beállított szovjet világot. Mindezt mulatóbelsők, néger zenészek, ledér táncosnők (foxtrott!) és kikent-kifent ficsúrok, erkölcstelenséget sugalló, gramofonzenére szórakozó, danolászó társaságok felvillantásával mutatja be. Utóbbi szó szerint értendő, lévén villámgyors képváltások, „klipvágások" jellemzik a film bevezető szakaszát. A jólöltözött hölgyek-urak egy csoportja autóba száll és mulatni indul az éjszakába. Ezzel szemben a gyarmatok elnyomott bennszülöttei embertelen körülmények közt robotolnak, nyomorognak, s a nagyvárosi munkásosztály is keményen dolgozik – modern gépeket híva segítségül növeli a termelés hatékonyságát. 
A változatos tájakon, égöveken, helyszíneken, igényesen fényképezett képsorok némelyikének gazdaság- és technikatörténeti, etnográfiai vonatkozásai is vannak: felvillannak a népi építészet alkotásai, a számtalan szovjet nemzetiség képviselőinek viseletei stb. Mindez futurista kavargásban, ahol mozgalmas, dinamikus képsorok szociofotó-hatású közeli portréfelvételekkel, a fizikai munka nehézségét (szenvedését) bemutató jelenetekkel váltakoznak.
A némafilmet gyakran megszakító feliratok már-már zenei ritmust adnak a filmnek. A korabeli falragaszokról, avantgarde kiadványok borítóiról ismerős ("kilógó") betűtípusok az inzerteknek egyfajta feszültséget kölcsönöznek, "tipográfiájuk" is részben eltér a szokványos némafilmek magyarázó szövegeitől. A film plakátja is nagyon elüt a korabeli szórakoztató mozialkotásokétól: egyfelől kontrasztos-sejtelmes hatású, egyszerű geometrikus, avantgarde grafikai elemekkel operál. Ugyanakkor a tükör nagy részét kitevő fekete felületet felkunkorító harsogó piros, vörös háttér szimbolikus politikai üzenettel is bír (eme szín a forradalom, a vér, a progresszió, végső soron a szovjethatalom egyik legfontosabb szimbóluma).
Vertov sokat játszik a vágások tempójával, a montázzsal, és vannak osztott képmezős megoldások, áttűnések, például az osztott filmvásznon mutatott lovaskocsi és mellette a traktor, mint az elképzelt szép jövő képe.

## Érdekesség
Vertov megbízása szerint a filmnek a szocialista külkereskedelemről kellett volna szólnia. Vertovot az avantgarde szenvedély hajtotta. A forgatás költségei szép lassan megduplázódtak, ezért kirúgták a rendezőt.